# Multi Colored Vox
Multi Colored Vox（マルチ・カラード・ヴォックス）は大阪府出身のロックバンドである。略称、マルカラ。2002年3月結成。2007年1月12日解散。

## メンバー
- 藤井和也（ボーカル･ギター）　解散時のブログにて、音楽活動終了を宣言。
- 林克哉（ベース･コーラス）　2012年、my way my loveに加入。
- 詫間啓司（ベース･コーラス）2003年5月脱退。2009年、第45回衆議院議員総選挙の京都府第5区に幸福実現党公認で立候補するも落選。
- 多奈部聖士（ベース･コーラス）2003年5月加入、2004年12月脱退。2005年、キーボーディストとしてナショヲナル結成。
- 永江由侍（ドラム･コーラス）2006年6月脱退。同年、Baconに加入。

## ディスコグラフィー

### シングル
- Yellow（2004年05月29日）
  1. Yellow
  2. 勇ましく
  3. 君の背中
  4. 愛国心
- 赤い花（2006年12月6日）
  1. 赤い花
  2. 歪んだストーリー

### ミニアルバム
- 激情カーニバル（2004年4月10日）
  1. 届けこの声
  2. MURASAKI
  3. 口笛
  4. 月が透けて見える
  5. 恋の衝撃
  6. 新たな扉
- 音風ファンファーレ（2004年10月20日）
  1. 霞んだ記憶
  2. 空が泣いている
  3. コウサテン
  4. アイ・エヌ・ジー
  5. Yellow(Acoustic Version)

### アルバム
- 走る轟音 止まぬ色彩（2006年12月6日）
  1. 幻想ガール
  2. 四季折々
  3. 飛行機雲
  4. フィール
  5. 誘われ心情
  6. キセキ模様
  7. 体感温度
  8. 弾けた感覚
  9. モーニングロウ
  10. 疾風
  11. 伝唱便り

### 参加オムニバス
- Under Flower Compilation Vol.7 -ADVENTURES IN HYPERSENSITIVITY-（2003年11月10日）
- 放課後ラウドスピーカー ☆校則メロディック編☆（2004年6月17日）
- HI-STYLE Vol.8（2004年10月10日）
- 放課後黄昏レジスタンス ☆夕凪ギターグルーブ☆（2005年1月29日）

### 自主製作CD-R
- 届けこの声（2002年11月）
- MURASAKI（2003年7月）